# 이누부시정
이누부시정(犬伏町)은 도치기현의 남서부 아소군에 속했던 정이다. 

## 역사
- 1889년 4월 1일 - 정촌제 시행에 의해 아소군 이누부시정이 성립하였다.
- 1943년 4월 1일 - 사노정,호리고메정, 우에노촌, 사카이촌, 하타가와촌과 합병해 사노시가 되었다.

## 교통

### 철도
료모선이 정을 통과하지만 당시에는 역이 없었다(사노시 성립 후 짧은 기간이었지만 이누부시역이 설치되었다).